# IC 4592
IC 4592 – mgławica refleksyjna znajdująca się w gwiazdozbiorze Skorpiona w płaszczyźnie naszej Galaktyki. Została odkryta 23 marca 1895 roku przez Edwarda Barnarda.
Zarys mgławicy przypomina profil końskiego łba, co kojarzy tę mgławicę z mgławicą Koński Łeb, przy czym IC 4592 jest znacznie większa. Mgławica ta znajduje się w pobliżu gwiazdy beta Scorpii, natomiast rozświetla ją jedna z gwiazd układu wielokrotnego ni Scorpii, znajdująca się w „oku konia”. Charakterystyczny niebieski odcień refleksji tej mgławicy refleksyjnej jest spowodowany tendencją pyłu międzygwiazdowego do zdecydowanie mocniejszego rozpraszania niebieskiego światła gwiazd.